# Ігор Вернер
Ігор Вернер (нім. Igor Werner; нар. 22 березня 1974, Німеччина) — відомий німецький стронгмен та актор. Переможець змагання «Найсильніша людина Німеччини» 2007.
Тренування розпочав у 1997 році. У 2001-му виграв взяв участь у своїх перших змаганнях — Кубок Дітцінгену. У 2007 році посів першу сходинку змагання «Найсильніша Людина Німеччини». Двічі опинявся другим — у 2006 після Гайнца Оллеша та у 2008 після Флоріана Трімпла. Також проходив відбір до змагання «Найсильніша людина світу» однак у загальному підсумку опинився останнім та не пройшов далі. У 2010 році знову завоював звання «Найсильнішої людини Німеччини».